# Ladja iz Ladbyja
Ladja iz Ladbyja je velik ladijski pokop v vasi Ladby blizu Kertemindeja na Danskem. Je tistega tipa, ki ga predstavljajo tudi grob s komoro za čolne v Hedebyju in ladijski pokopi v Osebergu, Borreju, Gokstadu in Tuneju na južnem Norveškem, ki vsi segajo v 9. in 10. stoletje. To je edini ladijski pokop iz vikinške dobe, odkrit na Danskem (Hedeby je bil dansko vikinško naselje, danes pa je v Nemčiji). Ohranjena je na mestu, kjer je bila odkrita, ki je danes del muzeja.

## Odkritje
Grob je znotraj sicer nepomembnega grobišča iz vikinške dobe. Izkopavanja so razkrila obilico grobov, sestavljenih tako iz predmetov kot živali. Datirano je bilo v zgodnje 10. stoletje na podlagi pozlačenega bronastega člena za pasji jermen, okrašen v slogu Jelling, ki je bil najden tam.
Grob je bil močno poškodovan. Ker so našli le nekaj majhnih človeških kosti, so raziskovalci ugotovili, da je mesto prevod, spreobrnitev iz poganskega v krščanski grob. Druga razlaga je, da je boj za prevlado kralja Haralda Modrookega in njegovega dediča Sveinna Tjúguskegga morda privedel do oskrunjenja groba. Ladja je bila simbol moči - lahko viden vsem, ki so potovali ali živeli na tem območju - in slavila mladoletnega kralja, pokopanega z njo. S tem ko so v nekaj letih po pokopu odstranili pokojnika in razsekali vse njegove grobne predmete na stotine kosov, so napadalci njegovim dedičem domnevno zadali močan udarec njihovemu družinskemu ugledu.
Najdišče je 28. februarja 1935 ali okoli njega odkril farmacevt in amaterski arheolog Poul Helweg Mikkelsen v bližini mesta Kerteminde v severovzhodnem Funenu na Danskem. Izvirne risbe Mikkelsena in konservatorja Danskega narodnega muzeja Gustava Rosenberga predstavljajo primarni vir informacij o najdbi. Mikkelsen je plačal za dvig obokane stavbe nad lokacijo, ki je bila nato prekrita z zemljo in travo. Ladja je bila nato predana Narodnemu muzeju, ki je imel polno odgovornost za to lokacijo do leta 1994, ko je odgovornost prešla na Oddelek za arheologijo in krajino v Vikinškem muzeju v Ladbyju (del muzejev vzhodnega Funena).
Dva dejavnika v zvezi z odkritjem ladij na splošno sta pomembna za odkritje ladje v Ladbyju. Prvič, grobišča ladij pogosto najdemo na višjem terenu, vrhovih hribov, pobočjih in obalnih grebenih. Drugič, grobišča ladij običajno najdemo v neposredni bližini vode, pa naj bo to jezero, fjord ali morje. Ladja v Ladbyju je tako značilna za številna grobišča ladij, saj je na vrhu gomile blizu fjorda Keterminde. Verjetno so ladjo povlekli iz fjorda na vrh gomile s pomočjo valjev, kot je bilo v primeru ladje Oseberg. Ladja je dolga ladja, ki je prevažala 30-32 veslačev. Medtem ko Rosenberg ni dal opisa oblike gomile, jo je Mikkelsen opisal kot oval. Rosenberg je upal, da bo našel kamne v obliki kroga okoli gomile, a je namesto tega odkril zbirko kamnov severno in južno od ladje ter majhen kup na vzhodu. Ker kamni ležijo višje od vrste zakovic, ki obrobljajo ograjo ladje, je malo verjetno, da so bili kamni uporabljeni za podporo ladje pri pokopu. Rosenberg je ugotovil, da kamni izvirajo iz prejšnje gomile na mestu, ki je bilo uničeno, ko je bil zgrajen ladijski grob.

## Izkopavanje

### Ladja
Ladja je bila izkopana med letoma 1935 in 1937 pod Rosenbergovim vodstvom. Ker je ladja zelo stara, je skoraj ves ladijski les pred prvotnim odkritjem razpadel. Vendar pa konstrukcijo in obliko ladje nakazuje razpored okoli 2000 zakovic, ki so ladjo držale skupaj in so bile izkopane iz peska. Med izkopavanjem ladje je Rosenberg označil merilno linijo vzdolž osrednje osi ladje od krme do krme in ugotovil, da je bila ladja dolga 21,5 metra. Izračunal je, da je njena največja širina približno 2,75 metra, globina na sredini ladje pa 0,65 metra. Rosenberg je naredil te ocene na podlagi razporeditve zakovic, čeprav število in razporeditev omogočata le približek dejanskih dimenzij ladje. Knud Thorvildsen, ki je leta 1940 nasledil Rosenberga kot konzervator, je prišel do enakih zaključkov glede dimenzij ladje.
Mikkelsen in Rosenberg sta vsak pomembno prispevala k opisu ladje. Med izkopavanjem je Rosenberg vodil podrobne dnevnike, ki še vedno veljajo za najpomembnejši vir informacij o ladji in njeni vsebini. Mikkelsen je med izkopavanjem tudi vodil dnevnik, vendar njegovi vnosi zajemajo le obdobje manj kot treh mesecev, od 21. maja do 10. oktobra 1935. Rosenbergovi in Mikkelsenovi zapiski se dobro dopolnjujejo. Rosenberg je bil bolj specialist v svojem pisanju, uporabljal je bolj pogovorni jezik, medtem ko so Mikkelsenova razmišljanja bolj čustvena in osredotočena na odkritje ladje. Glede na njegove zapise v dnevniku je Rosenberg sprva verjel, da železni kosi, najdeni z ladjo, ne pripadajo steblu, medtem ko je Mikkelsen verjel, da pripadajo. Mikkelsonu je odleglo, ko si je Rosenberg premislil glede železnih kosov in ugotovil, da dejansko pripadajo steblu. Izkazalo se je, da so železni kosi spiralno zviti železni trakovi, ki so bili verjetno nameščeni kot okraski na leseno steblo, zdaj razpuščeno. Spirale so ležale v vrsti v dolžini približno 60 cm. Rosenberg in Mikkelsen sta se strinjala, da je steblo s svojim okrasjem mišljeno kot simbol grive na živali, zlasti zmaju, katerega glava je zgnila. Tako večje kot manjše dolge ladje so običajno imele ohlapne zaključke stebla, vklesane v obliki zmajevih glav. Velike ladje iz 12. in 13. stoletja - dreki (množina za drekar) - so pripadale samo kralju. Možno je, da je bila pravica do nošenja zmajeve glave na svoji ladji kraljevi privilegij ali simbol kraljevega lastništva. Manjše ladje so morda pripadale premožnim in vplivnim osebam, morda z vojaškim ali upravnim združenjem ali obveznostjo do kralja, medtem ko so večje ladje pripadale samemu kralju. Zmajeva ladja je bila morda uporabljena v akcijah Haralda Modrookega.
Ko je Mikkelsen našel severno steblo, so kopali malo globlje severno od spiral južnega stebla, kjer so našli železne žeblje, ki so ležali v razmiku 25 cm drug od drugega.] Ti žeblji so oblikovali vzhodni ob  ali zgornji rob boka čolna. Vendar žebljev na zahodnem robu niso našli. Izkopavanje se je nadaljevalo blizu južnega stebla, ko so iskali žeblje na zahodni strani ladje. Po Mikkelsenovih besedah je nekaj slojev lesa ali lubja tam preživelo. Med kopanjem od zahodnega dela proti sredini ladje, da bi iskal les, je Rosenberg opazil, da je bil les trakov ohranjen samo tam, kjer je bil v stiku z železom. Čeprav je bil ladijski les večinoma razpadel, sta Mikkelsen in Rosenberg našla usedlino lesa (»les G«) ob zahodni strani ladje, približno na sredini prizadetega območja:
[Kos] očitno prvotno precej zaobljenega, krepkega, kratkega kosa lesa, zdaj le še okrogla lupina takega kosa, ki je štrlel iz ograje 27 centimetrov v notranjost ladje. Drugi kos lesa ali lupina takega kosa je ležal od konca prvega kosa, usmerjenega proti jugu, kjer se je zožil do konice. Mislim, da so bili le ostanki prvotno veliko večjih kosov lesa, ki so danes precej brezoblični. Tanek, ozek kos lesa je ležal na boku kosa, ki je potekal od juga proti severu in je šel od tu prečno približno 20 centimetrov navznoter proti sredini ladje.ref>Sørensen, Anne (2001). Ladby: A Danish Ship-Grave from the Viking Age. Viking Ship Museum. str. 31.</ref>
Sprva je bilo nemogoče ugotoviti, ali je les prišel z ladje ali ne, in če da, kateri del. Vendar je čez nekaj dni Mikkelsen odkril del nemotene pogrebne komore - »običajne, ki je prvotno morala ležati od robne ograje do robne ograje in prekrivati vsebino ladje«. Ker je bil les, ki je ležal na zahodu, »precej nedotaknjen«, je Rosenberg zaključil, da izvira iz različnih plasti lesa, ki so sestavljale strukturo ladje, morda desk s plasti krova: »Zato ni pričakovati, da bo tam je del nemotene grobne komore pod leseno prevleko in tukaj se pojavi več velikih kosov železa, ki štrlijo skozi plast lesa«. Ta in druga odkritja nahajališč lesa so jim omogočila sklepanje o konstrukciji in strukturi ladje. Vodoravna plast rdečkastega lesa je bila odkrita na 12–15 metrih, ki je morala biti del krovne plasti desk, ki se je zrušila in nemoteno ležala nad zahodno stranjo ladje. Pričakovali so, da bodo pod plastjo krova našli nedotaknjene dele groba. Pod to plastjo lesa, med 11 in 13 metri, so našli niti vlaknastega organskega materiala, za katerega ni bilo videti, da bi bil tkan, vendar ga ni bilo mogoče natančno identificirati (Sørensen, 31). Vzdolž vzhodnega dela ladje ni ostal noben les. Mikkelsenov dnevnik tudi ugotavlja, da na vzhodni strani ladje manjkajo veliki kosi lesa. Ni jasno, koliko desk ladje je preživelo samo izkopavanje.

### Grobni pridatki
Na grobišču so našli veliko pridatkov, vključno z orožjem, jahalno opremo, posodo, tekstilom, orodjem in celo družabnimi igrami. Posebna pozornost je bila namenjena ladijskemu sidru, saj je izjemno dobro ohranjeno. Mikkelsen je odkril ladijsko sidro z verigo in vrvjo in v svojem dnevniku pripoveduje o navdušenju ob iskanju sidra, pri čemer ugotavlja, da so številni opazovalci odkritje opazovali z velikim zanimanjem. Ladbyjino sidro je primer založenega sidra, sidra s težkim lesenim drogom, ki je nameščen pravokotno na metlice, kar omogoča, da se metlice sidra varno oprimejo morskega dna. Sidrna veriga je imela dve pomembni funkciji: povečala je težo celotnega sidrnega aparata in služila je kot »vzmet« za zmanjšanje vlečenja ladje zaradi vetra in valov. Drugi konec sidrne verige je bil privezan na ladjo z vrvjo, ki je privezana na ladjo. Ladbyjino sidro naj bi bilo večje od ladijskega sidra Oseberga, ki je na Norveškem. Sidro je bilo nameščeno na levi strani, desno naprej v premcu, s steblom v približno vodoravnem položaju, usmerjenim nazaj proti krmi. Sidro je bilo v dobrem stanju, medtem ko je bila veriga v slabem stanju in je ležala v približno dveh kupih na dnu ladje, pod steblom in verigo.
Carl V. Solver je leta 1940 obiskal ladjo v Ladbyju in izmeril sidro in verigo ter odstranil člene iz verige, da bi jih analizirali v državnem testnem laboratoriju. Reševalec je ocenil, da je veriga vsebovala približno 60 členov in je bila skupna dolžina približno 10–12 metrov. V kasnejši publikaciji je Solver ocenil število členov v verigi na približno 50, s skupno dolžino približno 10 metrov. Ko je bila sidrna veriga očiščena leta 1994, je bilo ugotovljeno, da je bila Solverjeva meritev napačna. Solver je izjavil, da je bila dolžina te povezave 10 centimetrov, medtem ko je raziskava arheologov iz leta 1994 pokazala, da je dolga le približno 15 centimetrov. Korozija je spremenila videz povezav: železo je zaradi stika z zemljo počilo in se ob stiku odlomilo v velikih kosih. Čiščenje verige je razkrilo, da posamezni členi - za razliko od izpostavljenih členov še vedno vsebujejo visok odstotek železa - niso enake velikosti. Veriga je sestavljena iz vsaj 78 različno oblikovanih členov, od katerih najmanjši meri 13 centimetrov. Celotne dolžine verige ni mogoče natančno izračunati, vendar glede na povprečno dolžino na člen 17,9 centimetra je veriga verjetno dolga približno 11 metrov.
V bližini sidra so našli ostanke vrvi, za katere je Mikkelson trdil, da so bili narejeni iz lesenega ličja. Vendar je izdelovalec vrvi Ole Magnus ugotovil, da je bila izdelana iz lipa iz lipa. Po Magnusu vrv ni dovolj močna, da bi bila dejanska sidrna vrv, saj ima le 24 mm premera. Vrv je bila morda pritrjena na obroč boje na sidru in uporabljena za vlečenje sidra navzgor. Možno pa je tudi, da je služila povsem drugi funkciji, saj ni nič nenavadnega, da je vrv shranjena v premcu. Najdeni so bili tudi ostanki tanjše vrvi iz apnenega liča (Sørensen 52). Magnus je opazoval pesek v vrvi in ugotovil, da je morala biti potopljena v vodo in ležati na morskem dnu.

## Vikinški muzej Ladby
Zdaj Vikinški muzej v Ladbyju prikazuje številne prvotne najdbe in ponuja privlačen pregled vikinške dobe, ki se je odvijala na severovzhodu otoka Funen. V novogradnji iz leta 2007 je tudi rekonstrukcija ladijskega groba. Prikazuje prizor, kakršen je morda izgledal takoj po pogrebu, s pokojnim poglavarjem, ki leži na postelji v popolni kopiji svoje ladje, z vsemi svojimi grobnimi pridatki, poleg psov in enajstih konj. Obstaja tudi interpretativni film o verovanjih Vikingov glede potovanja v kraljestvo mrtvih, ki temelji na nordijskih mitih in podobah na Gotlandskih slikovnih kamnih.